# 下河辺拾水
下河辺 拾水（しもこうべ しゅうすい、生没年不詳）とは、江戸時代の京都の浮世絵師。

## 来歴
師系不明、名は行耿。洛西の紙屋川畔（現在の京都妙心寺門前）に住み紙川軒と号す。西川祐信の画風だが、祐信の門人であったかどうかは定かではなく、また狩野派の画風も学んでいたという。作画期は宝暦あるいは明和から寛政の頃にかけてで、滑稽本、狂歌本、教訓書、節用集、往来物など様々な版本の挿絵を手がけている。武者絵本に優れる。没年は寛政の末年といわれる。

## 作品
- 『絵本二葉松』二巻2冊　明和3年（1766年）刊行
- 『童子用文初学大成』一冊　文行堂編、明和6年（1769年）刊行
- 『伊呂波歌』一冊　南勢野叟筆、安永4年（1775年）刊行
- 『絵本武者大仏桜』　安永5年（1776年）刊行
- 『絵本満都鑑』二冊　安永8年（1779年）刊行
- 『絵本滝之流』　清水徐徠作、安永8年（1779年）刊行
- 『女用千尋濱』　一冊　安永9年(1780年)刊行
- 『頭書増補訓蒙図彙大成』二十一巻10冊　寛政元年（1789年）刊行
- 『絵本あそび歌』一冊　寛政3年（1791年）刊行
- 『絵本勇者車』十巻10冊　寛政7年（1795年）刊行